# Камский тибетский язык

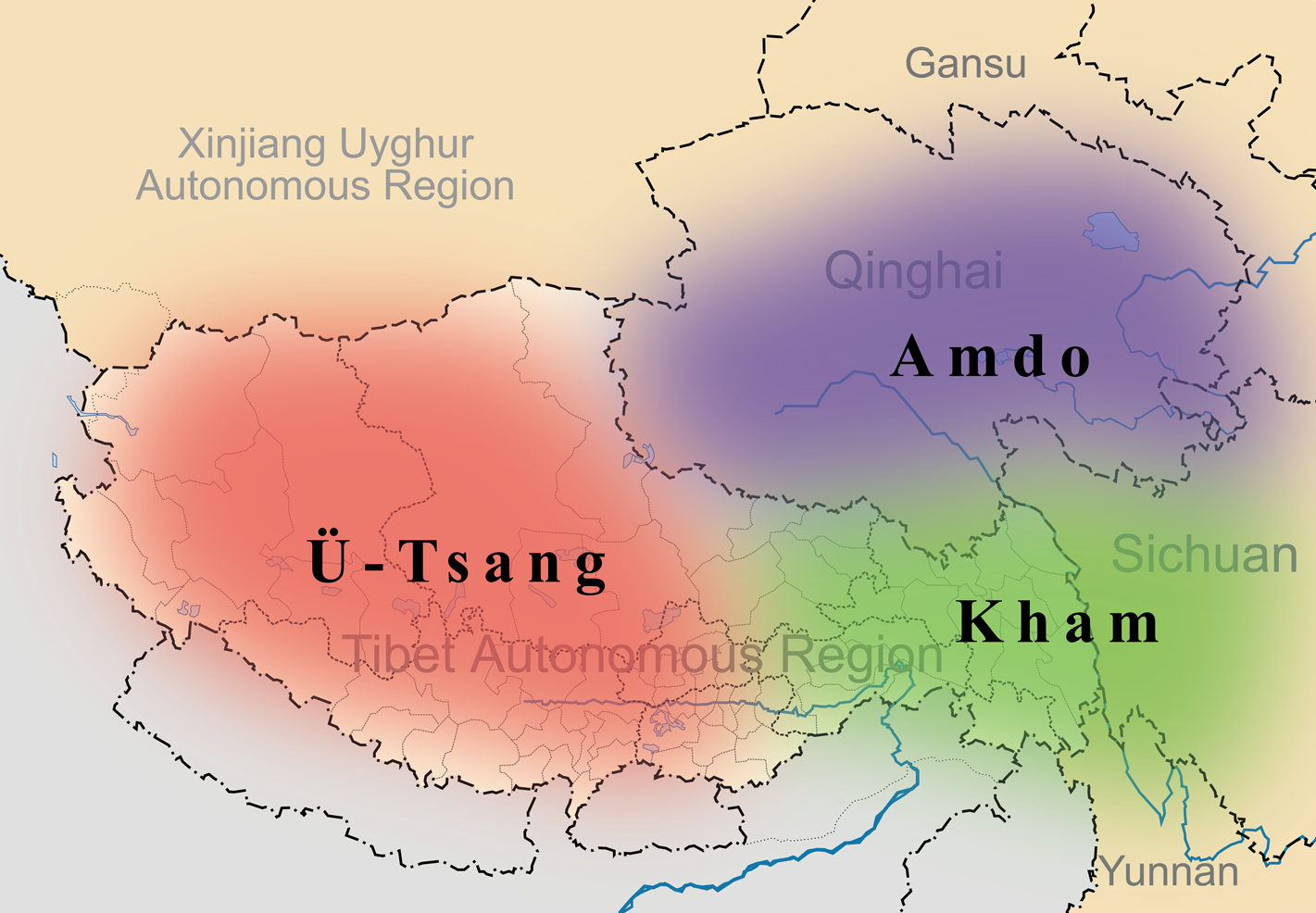
Территория камского языка (зелёным) на юго-востоке.

Камский язык (кхамский, камско-тибетский; тиб. ཁམས་སྐད, Вайли: Khams skad, тиб. пиньинь: Kham kä, лхасское произношение: [kʰâm kɛ]) — один из языков тибетцев, входит в тибетскую группу языков. Является одним из самых распространённых языков в Тибете, на нём говорит 1,49 миллиона человек. Распространён в регионе Кам, занимающим восточную часть исторического Тибета (восток ТАР, южный Цинхай, западная Сычуань, северо-западная Юньнань). Отличается от других тибетских языков произношением и грамматикой, но написание слов в них одинаковое, так как используется классическая орфография. Различия возникли из-за изолированности некоторых областей Тибета.
Также на камском языке говорит примерно 1000 человек в двух анклавах в восточном Бутане, среди потомков скотоводов, разводящих яков.
Камский язык не имеет прямого отношения к кхамским языкам, на которых говорят магары в центральном и западном Непале.